# Comté de Henry (Tennessee)
Pour les articles homonymes, voir Henry et Comté de Henry.
Le comté de Henry est un comté de l'État du Tennessee, aux États-Unis. Son siège est la ville de Paris et sa population étant en 2000 de 31 115 habitants.